# Médiathèque musicale de Paris
Médiathèque musicale de Paris (česky Pařížská hudební mediotéka) je veřejná instituce v Paříži, která shromažďuje a půjčuje hudební nahrávky a další dokumenty týkající se hudby. Sídlí v komerčním centru Forum des Halles v 1. obvodu. Knihovna je součástí sítě Knihoven města Paříže. Zvukové nebo filmové nahrávky je možné pustit i přímo v knihovně. Multimediální studovna má 10 míst.

## Historie
Instituce věnovaná hudbě byla otevřena v roce 1986 v centru Forum des Halles pod názvem Discothèque des Halles jako specializovaná knihovna.

## Sbírky a služby
Mediotéka je nejen knihovnou, ale i dokumentačním centrem, které poskytuje zázemí hudebním historikům, muzikologům i amatérům. Základem sbírky bylo 40 000 LP převedených v roce 1986 z Discothèque de France městu Paříži. K nim přibyly i přírůstky z dalších knihoven, nákupy a dary, takže jich dnes uchovává na 80 000 kusů. Od nástupu novějších typů záznamů (kompaktní disky) jsou také tyto předmětem selektivních nákupů, ovšem dokupují se i PL. Zvukové záznamy obsahují nejen hudbu, ale i mluvené slovo. Mimo to knihovna shromažďuje i literaturu vztahující se k hudbě, ať už se jedná o odbornou literaturu a nebo beletrii či komiksy. Knihovna má proto k dispozici 20 570 knih, 36 650 CD, 19 000 partitur, 2340 DVD a 156 titulů periodik věnovaných hudbě i filmu.